# Brisa Río
Brisa Antonella Río (San Rafael, Mendoza, Argentina; 25 de septiembre de 2002) es una futbolista argentina. Juega de arquera en Belgrano de la Primera División A de Argentina. Fue internacional con la Selección Argentina.

## Trayectoria

### Inicios
Al principio jugaba al hockey, sin embargo se decantó por el fútbol donde su primer experiencia fue en "Panteras" de un polideportivo de su natal Mendoza en el año 2016. Luego partió rumbo a un club llamado Sportivo Balloffet, a pesar de que es arquera, comenzó jugando como delantera centro. Realizó un prueba en San Lorenzo de Almagro, aunque por cuestiones de estadía decidió regresar a su ciudad.

### Lanús
En 2019, por medio de Karina Medrano, Directora Técnica de Lanús, realizó una prueba en el Granate, donde quedó seleccionada y formó parte del equipo de reserva. Luego de 3 meses fue promovida al primer equipo. Con el conjunto granate debutó profesionalmente y llegó a ser convocada a la Selección Argentina.

### Independiente
En enero de 2022 se hace oficial su traspaso a las Diablas de Avellaneda.

### Huracán
En enero de 2023 se convierte en jugadora de las Quemeras.

## Selección nacional
En el año 2020 recibió su primera convocatoria en la categoría sub-20 de Argentina. En 2020 y 2021 formó parte de citaciones en la Selección Absoluta.

## Estadísticas

### Clubes
| Club          | País      | Año             |
| ------------- | --------- | --------------- |
| Lanús         | Argentina | 2019 - 2022     |
| Independiente | Argentina | 2022 - 2023     |
| Huracán       | Argentina | 2023 - presente |